# Пинг без понга
„Пинг без понга” је југословенски ТВ филм из 1974. године. Режирао га је Марио Фанели а сценарио су написали Оскар Давичо и Мирослав Караулац.

## Улоге
| Глумац                   | Улога                               |
| ------------------------ | ----------------------------------- |
| Владимир Поповић         | Филип, адвокат                      |
| Ружица Сокић             | Мара                                |
| Душица Жегарац           | Вана, службеница                    |
| Власта Велисављевић      | Света, адвокат                      |
| Славка Јеринић           | Мица                                |
| Стојан Столе Аранђеловић | Сима, шофер (као Столе Аранђеловић) |
| Горан Султановић         | Службеник                           |